# Sokołowscy
Zasugerowano, aby ten artykuł podzielić na różne artykuły – podzielić na osobne hasła o różnych rodach.
Sokołowski – nazwisko kilkunastu polskich rodów szlacheckich – na tyle rozrodzonych, że nawet najlepsi polscy genealodzy nie są w stanie przyporządkować wszystkich osób je noszących do poszczególnych domów. Polscy heraldycy wymieniają następujące rody noszące to nazwisko:

## Sokołowscy herbu Cholewa

herb Cholewa

Sokołowscy herbu Cholewa – polski ród szlachecki.

## Sokołowscy herbu Doliwa

herb Doliwa

Sokołowscy herbu Doliwa – polski ród szlachecki.

## Sokołowscy herbu Drzewica

herb Drzewica

Sokołowscy herbu Drzewica – polski ród szlachecki, najprawdopodobniej pochodzący z ziemi krakowskiej lub sandomierskiej.

## Sokołowscy herbu Gozdawa

herb Gozdawa

Sokołowscy herbu Gozdawa – polski ród szlachecki, którego przedstawiciele żyli w województwie sandomierskim.
- Sokołowscy h. Lilia, czyli Gozdawa występowali w ziemi bielskiej woj. podlaskiego oraz ziemi wiskiej woj. mazowieckiego, posiadali dobra o nazwach Dzierzbia Wierzch Sokoły, Sokoły, Stara Ruś Sokoły, Nowa Ruś Sokoły, Sokoły Jaźwiny, Sokoły Nowosiołki. Z tej rodziny Jakub Sokołowski h. Gozdawa, pleban sokołowski, absolwent Akademii Krakowskiej. Fundatorzy Kościoła w Sokołach. Używali przydomków Kędzierzewicz, Knuka. Pierwotnie pisali się Sokół, albo z Sokół, od XV w. Sokołowskimi.
- Sokołowskich h. Gozdawa dom starodawny na Litwie, co stwierdza Bartosz Paprocki w Herbach Rycerstwa Polskiego, Michał Sokołowski h. Gozdawa sędzia i chorąży słomieński, od młodości na sprawach rycerskich wychowany, oddawał znaczne posługi r. p., jeździł z poselstwami do Moskwy, w poselstwach do Szwedów, w Inflanty, z Tatary przy Rastawicy z Rafałem Sieniawskim, brał udział w bitwach we krwi nieprzyjacielskiej szable swą okrywał. Jego syn Walenty żonaty z Hornostajnówną, także mąż znaczy, potomstwo zostawił.

### Członkowie rodu
- Stanisław Sokołowski – renesansowy kaznodzieja

## Sokołowscy herbu Gryf

herb Gryf

Sokołowscy herbu Gryf – polski ród szlachecki, najprawdopodobniej pochodzący z Pomorza.

## Sokołowscy herbu Korab

herb Korab

Sokołowscy herbu Korab – polski ród szlachecki, którego przedstawiciele żyli w ziemi czerskiej i powiecie wilkomierskim.
W 1788 r. wylegitymował się ze szlachectwa z herbem Korab przed Wydziałem Stanów we Lwowie (zabór austriacki) Ludwik Sokołowski.

## Sokołowscy herbu Kornic

herb Kornic

Sokołowscy herbu Kornic – polski ród szlachecki, pochodzący ze Śląska.

## Sokołowscy herbu Łabędź

herb Łabędź

Sokołowscy herbu Łabędź – polski ród szlachecki.

## Sokołowscy herbu Ogończyk

herb Ogończyk

Sokołowscy herbu Ogończyk – polski ród szlachecki, którego przedstawiciele żyli na Kujawach.

## Sokołowscy herbu Pomian

herb Pomian

Sokołowscy herbu Pomian – polski ród szlachecki, którego przedstawiciele żyli w Wielkopolsce i w Prusach.

### Członkowie rodu
- Jałbrzyk z Wrzący – protoplasta rodu Sokołowskich herbu Pomian
- Świętosław z Wrzący – dostojnik kościelny
- Jarosław z Wrzący – syn Jałbrzyka, brat Świętosława, ojciec Jałbrzyka Jana
- Jałbrzyk Jan Sokołowski – komornik króla Czech i Węgier Władysława Jagiellończyka, kasztelan santocki i starosta grudziądzki
- Jakub Sokołowski – kanonik włocławski, notariusz królewski
- Jarosław Jan Sokołowski – komornik króla Czech i Węgier Władysława Jagiellończyka, kasztelan biechowski i lędzki
- Krzysztof Sokołowski – starosta rogoziński
- Jan Sokołowski (zm. 1546) – wojewoda pomorski
- Aleksander Sokołowski – biskup kijowski
- Wojciech Sokołowski – jezuita, filozof i teolog
- Serafin Rafał Sokołowski – sekretarz gabinetu Stanisława Augusta Poniatowskiego, konsyliarz Rady Nieustającej, poseł na Sejm Czteroletni
- Michał Sokołowski (ur. ok. 1758) – starosta kowalski
- Kazimierz Albin Sokołowski – starosta inowrocławski, generał major ziemiański powstania wielkopolskiego w 1806 roku
- Maciej Sokołowski – powstaniec 1863 roku
- Henryk Sokołowski – malarz
- Mieczysław Sokołowski – oficer WP i AK, dowódca IV Obwodu „Ochota” w czasie powstania warszawskiego

## Sokołowscy herbu Poraj

herb Poraj

Sokołowscy herbu Poraj – polski ród szlachecki.

## Sokołowscy herbu Prawdzic

herb Prawdzic

Sokołowscy herbu Prawdzic – polski ród szlachecki, którego przedstawiciele żyli w ziemi chełmskiej.

## Sokołowscy herbu Rogala

herb Rogala

Sokołowscy herbu Rogala – polski ród szlachecki.

## Sokołowscy herbu Rola

herb Rola

Sokołowscy herbu Rola – polski ród szlachecki, którego przedstawiciele żyli w ziemi dobrzyńskiej.
W zaborze austriackim wylegitymowali się ze szlachectwa z herbem Rola:
- Prokop Sokołowski w 1782 r. przed Halickim Sądem Grodzkim[3].
- Jan i Józef Sokołowscy w 1782 r. przed Halickim Sądem Ziemskim[3].
- Ignacy (ojciec) i Józef Franciszek (syn) Sokołowscy w 1856 r. przed Wydziałem Stanów we Lwowie[3].

## Sokołowscy herbu Sokola

herb Sokola

Sokołowscy herbu Sokola – polski ród szlachecki.

## Sokołowscy herbu Ślepowron

herb Ślepowron

Sokołowscy herbu Ślepowron – polski ród szlachecki, który według Niesieckiego wziął swoje nazwisko od Sokołowa w województwie łęczyckim.

### Członkowie rodu
- Adam Korwin-Sokołowski – wojewoda nowogródzki, wojskowy

## Sokołowscy herbu Trzaska

herb Trzaska

Sokołowscy herbu Trzaska – polski ród szlachecki, którego przedstawiciele żyli w województwach krakowskim i mazowieckim.

### Członkowie rodu
- Jan Mieczysław Sokołowski – oficer